# Thermoleophilales
Thermoleophilales es un orden de bacterias de la clase Thermoleophilia. Actualmente contiene una sola familia, un género y dos especies. Fue descrito en el año 2009. El género fue descrito en el año 1986. Su etimología hace referencia a amante del aceite y del calor. Aunque se encuentran en el filo Actinomycetota, que engloba grampositivos, los miembros de este orden se tiñen gramnegativos, siendo una excepción. Son bacterias aerobias, inmóviles y termófilas. Se han aislado en Yellowstone, Estados Unidos. 

## Taxonomía
Actualmente contiene 1 familia (Thermoleophilaceae), 1 género (Thermoleophilum) y 2 especies:
- Thermoleophilum album
- Thermoleophilum minutum